# Antonio Payer
Antonio Payer (né à Milan le 6 mars 1892 et mort à une date inconnue) est un joueur de football italien, qui évoluait en tant que milieu offensif ou attaquant.

## Biographie
Il arrive au club de l'Inter Milan l'année suivant son premier scudetto, et n'y reste qu'une saison, celle de 1910-1911.
À la fin de cette saison, il s'engage pour celle de 1913-1914, chez les turinois de la Juventus. À Turin, il reste connu sous le nom de Payer II, pour le différencier de Carlo Payer, dit Payer I.